# In the Dark (miniserie televisiva)
In the Dark è una miniserie televisiva britannica di 4 puntate, trasmessa su BBC One dall'11 luglio al 1º agosto 2017.
La serie è l'adattamento televisivo dei romanzi Time of Death e In The Dark di Mark Billingham.
In Italia, la miniserie è stata trasmessa dall'11 al 18 dicembre 2018 su LaEFFE.

## Trama
La miniserie consiste in due storie separate in due parti incentrate sulla detective Helen Weeks.

### Time of Death

#### Parte 1
Il detective Helen Weeks, che vive a Manchester, torna nella città natale di Polesford, nel Derbyshire, quando il marito della sua migliore amica d'infanzia viene arrestato in relazione al rapimento di due ragazze.

#### Parte 2
Tra le preoccupazioni di Helen, c'è anche la possibilità che il padre del suo bambino non ancora nato sia Adam Perrin, un collega con cui ha avuto una breve avventura. Nel frattempo, il patologo Phil Hendricks arriva a Manchester con nuove teorie sull'omicidio di Abigail, dando un possibile vantaggio che implica Gavin Sweeney, sebbene si riveli un vicolo cieco. Successivamente l'adolescente Aurora Harcross, soprannominata "Rory", si fa avanti per dare a Stephen un alibi per l'omicidio. Questo dà anche a Helen ricordi spiacevoli del passato quando lei e Linda sono state abusate sessualmente dal nonno di Rory. Dalla sua chiacchierata con Rory, Helen scopre chi ha rapito le due ragazze ed è in grado di salvare Poppy e smascherare l'assassino. Tuttavia, la sua vita privata è ora meno facilmente risolta.

### In the Dark

#### Parte 1
Ora riconciliati, Helen e Paul tornano a Manchester ma la loro felicità è di breve durata, infatti Paul viene ucciso travolto da un'auto coinvolta in una sparatoria, mentre si trovava seduto ad una fermata dell'autobus. Nel frattempo, una banda di giovani, tra cui il riluttante Theo, sta uccidendo e derubando gli automobilisti di passaggio ed Helen visita Sarah Rushton, che è colei che era al volante dell'auto che travolse Paul, sopravvissuta al loro attacco. Scopre anche un legame tra Frank Linnell, un uomo d'affari di dubbia reputazione, e Paul. Infine si confronta con il tassista Ray Jackson, che, insieme al potente Kevin Sherwood, crede di conoscere tutti i fatti sul destino di Paul.

#### Parte 2
Mentre cerca di riordinare gli avvenimenti legati alla sua perdita e farli riconciliare con i propri dubbi, Helen scava più a fondo nel mondo criminale di Manchester, per alla fine scoprire uno sconvolgente tradimento che mai si sarebbe aspettata.

## Puntate
| n°            | Titolo originale      | Titolo italiano | Diretto da           | Scritto da         | Prima TV UK    | Prima TV Italia  | Ascolti UK    |
| Time of Death | Time of Death         | Time of Death   | Time of Death        | Time of Death      | Time of Death  | Time of Death    | Time of Death |
| ------------- | --------------------- | --------------- | -------------------- | ------------------ | -------------- | ---------------- | ------------- |
| 1             | Time of Death: Part 1 |                 | Gilles Bannier       | Danny Brocklehurst | 11 luglio 2017 | 11 dicembre 2018 | 7.96          |
| 2             | Time of Death: Part 2 |                 | Gilles Bannier       | Danny Brocklehurst | 18 luglio 2017 | 11 dicembre 2018 | 6.71          |
| In the Dark   |                       |                 |                      |                    |                |                  |               |
| 3             | In the Dark: Part 1   |                 | Ulrik Imtiaz Rolfsen | Danny Brocklehurst | 25 luglio 2017 | 18 dicembre 2018 | 6.41          |
| 4             | In the Dark: Part 2   |                 | Ulrik Imtiaz Rolfsen | Danny Brocklehurst | 1º agosto 2017 | 18 dicembre 2018 | 6.38          |

## Personaggi e interpreti
- Helen Weeks, interpretata da MyAnna Buring[10], doppiata da Gea Riva
- Paul Hopkins, interpretato da Ben Batt, doppiato da Luca Ghignone
- Linda Bates, interpretata da Emma Fryer, doppiata da Chiara Francese
- Adam Perrin, interpretato da David Leon, doppiato da Alessandro Capra
- Trevor Hare, interpretato da Pearce Quigley
- Tim Cornish, interpretato da Ashley Walters
- Phil Hendricks, interpretato da Matt King, doppiato da Claudio Moneta
- Jack Gosforth, interpretato da Jamie Sives, doppiato da Massimiliano Lotti
- Jenny, interpretata da Georgia Moffett
- Paula Days, interpretata da Sinead Matthews
- Robert Weeks, interpretato da Clive Wood, doppiato da Pietro Ubaldi
- Sophie Carson, interpretata da Jessica Gunning
- Gavin Sweeney, interpretato da Kevin Sutton

## Riprese
Le riprese della serie sono iniziate nell'aprile del 2017 a Manchester e Marsden.

## Accoglienza
Michael Hogan del Daily Telegraph ha dato al primo episodio 3 stelle su 5, sottolineando che: "In the Dark ha mostrato promesse e potrebbe ancora venire bene. Era teso e fortemente atmosferico con una premessa intrigante che ha trovato la sua eroina catturata nel mezzo tra polizia e primo sospetto".